# Kinyongia vosseleri
Kinyongia vosseleri là một loài thằn lằn trong họ Chamaeleonidae. Loài này được Nieden mô tả khoa học đầu tiên năm 1913.